# Hart Ranges
Hart Ranges är ett berg i Kanada.   Det ligger i provinsen British Columbia, i den centrala delen av landet, 3 400 km väster om huvudstaden Ottawa. Toppen på Hart Ranges är 1 737 meter över havet, eller 29 meter över den omgivande terrängen. Bredden vid basen är 0,33 km.
Terrängen runt Hart Ranges är kuperad österut, men västerut är den bergig. Trakten runt Hart Ranges är nära nog obefolkad, med mindre än två invånare per kvadratkilometer.. Det finns inga samhällen i närheten. 
I omgivningarna runt Hart Ranges växer i huvudsak barrskog.